# Боков, Денис Игоревич
Дени́с И́горевич Бо́ков (род. 6 октября 2005, Москва) — российский футболист, нападающий московского «Динамо».

## Клубная карьера
Родился в Москве.
Воспитанник академии московского «Динамо».
2 апреля 2022 года в матче Второго дивизиона против московского «Кайрата» дебютировал в профессиональном футболе за «Динамо-2».
11 января 2023 года продлил контракт с клубом до декабря 2025 года.
25 августа 2024 года сыграл дебютный матч в РПЛ против «Краснодара».
В сезоне 2024 с фарм-клубом стал победителем Второй лиги (дивизион «Б», группа 2).

## Карьера в сборной
В феврале 2022 года провёл 2 товарищеских игры за сборную России (до 17 лет).
В ноябре 2022 года был вызван в сборную России (до 18 лет). 17 ноября 2022 года дебютировал за команду в матче против сборной Беларуси (до 18 лет). 
В марте 2023 года вызывался в сборную России (до 19 лет). 28 марта 2023 года сыграл за неё в товарищеском матче против сборной Беларуси (до 19 лет).

## Статистика выступлений
| Выступление         | Выступление       | Выступление      | Лига | Лига | Кубки | Кубки | Итого | Итого |
| Клуб                | Лига              | Сезон            | Игры | Голы | Игры  | Голы  | Игры  | Голы  |
| ------------------- | ----------------- | ---------------- | ---- | ---- | ----- | ----- | ----- | ----- |
| Динамо (Москва)     | РПЛ               | 2024/25          | 2    | 0    | 2     | 1     | 4     | 1     |
| Динамо (Москва)     | Итого             | Итого            | 2    | 0    | 2     | 0     | 4     | 0     |
| → Динамо-2 (Москва) | Второй дивизион   | 2021/22          | 6    | 1    | —     | —     | 6     | 1     |
| → Динамо-2 (Москва) | Вторая лига       | 2022/23          | 13   | 3    | —     | —     | 13    | 3     |
| → Динамо-2 (Москва) | Вторая лига («Б») | 2023             | 11   | 2    | —     | —     | 11    | 2     |
| → Динамо-2 (Москва) | Вторая лига («Б») | 2024             | 22   | 12   | —     | —     | 22    | 12    |
| → Динамо-2 (Москва) | Вторая лига («А») | 2024/25          | 6    | 2    | —     | —     | 6     | 2     |
| → Динамо-2 (Москва) | Вторая лига («А») | 2025/26          | 1    | 0    | —     | —     | 1     | 0     |
| → Динамо-2 (Москва) | Итого             | Итого            | 59   | 20   | —     | —     | 59    | 20    |
| Всего за карьеру    | Всего за карьеру  | Всего за карьеру | 61   | 20   | 2     | 1     | 63    | 21    |

## Достижения
«Динамо-2» (Москва)
- Победитель Второй лиги (дивизион «Б», группа 2): 2024
- Итого : 1 трофей